# Aphodius pedellus
Aphodius pedellus är en skalbaggsart som beskrevs av Degeer 1774. Enligt Catalogue of Life ingår Aphodius pedellus i släktet Aphodius och familjen Aphodiidae, men enligt Dyntaxa är tillhörigheten istället släktet Aphodius och familjen bladhorningar. Arten är reproducerande i Sverige. Inga underarter finns listade i Catalogue of Life.